# NGC 2310
NGC 2310 is een lensvormig sterrenstelsel in het sterrenbeeld Achtersteven. Het hemelobject werd op 2 januari 1835 ontdekt door de Britse astronoom John Herschel.

## Synoniemen
- ESO 309-7
- MCG -7-15-1
- AM 0652-405
- PGC 19811